# Сельское поселение «Село Серпейск»
Сельское поселение «Село Серпейск» — муниципальное образование в составе Мещовского района Калужской области России.
Центр — село Серпейск.

## Население
| 2010  | 2012  | 2013  | 2014  | 2015  | 2016  | 2017  |
| ----- | ----- | ----- | ----- | ----- | ----- | ----- |
| 1228  | ↗1265 | ↘1264 | ↗1290 | ↘1250 | ↘1241 | ↘1218 |
| 2018  | 2019  | 2020  | 2021  |       |       |       |
| ↘1189 | ↘1138 | ↘1108 | ↘1015 |       |       |       |

## Состав
В поселение входит 34 населённых пункта:
- село Серпейск
- деревня Батурино
- деревня Бобровицы
- деревня Борисово
- деревня Еременка
- деревня Иванково
- деревня Ивашово
- деревня Ишутино
- деревня Кализна
- село Клетино
- деревня Комаревка
- деревня Короськово
- деревня Крутицы
- деревня Крюково
- деревня Лепехино
- деревня Маклаково
- село Маслихово
- деревня Мишнево
- деревня Овсянниково
- деревня Пашково
- деревня Перегоричи
- деревня Песочня
- село Писково
- деревня Рындино
- деревня Симоново
- деревня Сороченка
- село Терпилово
- деревня Тиханово
- деревня Трухино
- деревня Ужать
- деревня Хочутино
- деревня Шадеево
- деревня Щербово
- село Щетиново